# Antonio Rüdiger
Antonio Rüdiger (født 3. marts 1993) er en tysk fodboldspiller, der spiller i forsvaret for den spanske La-liga klub Real Madrid CF og for det tyske landshold.
Hans mor er fra Sierra Leone og hans far er fra Tyskland, hvor han er født.

## Ekstern henvisninger
- Wikimedia Commons har flere filer relateret til Antonio Rüdiger
- Antonio Rüdigers opslag i Munzinger Sportsarchiv (tysk)
- Antonio Rüdigers spillerprofil hos FIFA (engelsk)
- Antonio Rüdigers spillerprofil hos UEFA (engelsk)
- Antonio Rüdigers profil hos Tysklands fodboldforbund (tysk)
- Antonio Rüdigers profil hos L’Équipe (fransk)
- Antonio Rüdigers profil hos EU-football.info (engelsk)
- Antonio Rüdigers spillerprofil på Transfermarkt (engelsk)
- Antonio Rüdigers spillerprofil på national-football-teams.com (engelsk)
- Antonio Rüdigers profil på WorldFootball.net (engelsk)
- Antonio Rüdigers spillerprofil på Soccerbase.com (engelsk)